# 舞鶴かき丼
舞鶴かき丼（まいづるかきどん）は、京都府舞鶴市で提供されているご当地丼料理である。

## 概要
舞鶴市漁業協同組合や一般社団法人舞鶴市水産協会、舞鶴観光協会でつくる「舞鶴かきグルメキャンペーン協議会」が、地元の特産であるカキを使ったご当地グルメを開発し、2006年（平成18年）1月からキャンペーンを開始した。以後毎年冬期の12月から3月に渡りキャンペーンを行っており、2010年（平成22年）3月現在、舞鶴市内の16店舗で提供している。

## 舞鶴かき丼の条件
「舞鶴かき丼」と名乗れる条件は毎回3つであり、平成22年3月現在では下記の通りである。
- 舞鶴産のカキ5個以上と舞鶴かまぼこを使用すること
- 舞鶴産の卵を使用すること
- カキそのものが目でみえること
  - 過去にあった舞鶴かき丼であるための条件 - おいしくてまた食べたくなること

## 舞鶴岩がき丼
派生商品として、夏期のみ出荷される岩ガキを使った「舞鶴岩がき丼」もある。こちらは、料理店に対し「剥き身」で出荷されないため、各々店舗で貝から身を剥がさなくてはならない。このため、かなりの専門性を備えた店舗でしか扱えず、また、カキに比べ高価であるため、キャンペーン参加取扱店舗数は少ないが、高級丼として人気がある。

## 提供店舗数
- 舞鶴かき丼
  - 2005 - 2006シーズン：15店
  - 2006 - 2007シーズン：16店
  - 2007 - 2008シーズン：18店
  - 2008 - 2009シーズン：16店
  - 2009 - 2010シーズン：17店
- 舞鶴岩がき丼
  - 2006シーズン：5店
  - 2007シーズン：8店
  - 2008シーズン：7店・・・条件に万願寺唐辛子と舞鶴産卵の使用を追加
  - 2009シーズン：10店
  - 2010シーズン：14店・・・条件である万願寺唐辛子と舞鶴産卵の使用、岩がきそのものが見えていることを取りやめ

## 参照
- まいづる観光ネット - 舞鶴の観光情報満載サイト
- 舞鶴水産流通協同組合